# Børo
Pour les articles homonymes, voir Boro.
Børo ou Børøy est une île dans le landskap Sunnhordland du comté de Vestland. Elle appartient administrativement à Lindås.

## Géographie
Rocheuse et couverte d'une légère végétation, elle s'étend sur environ 749 m de longueur pour une largeur approximative de 562 m.